# Málnásfürdő
Málnásfürdő (románul Malnaș-Băi) falu Romániában Kovászna megyében

## Fekvése
Sepsiszentgyörgytől 22 km-re északra az Olt kiszélesedő völgyében, a folyó jobb partján fekszik.

## Története

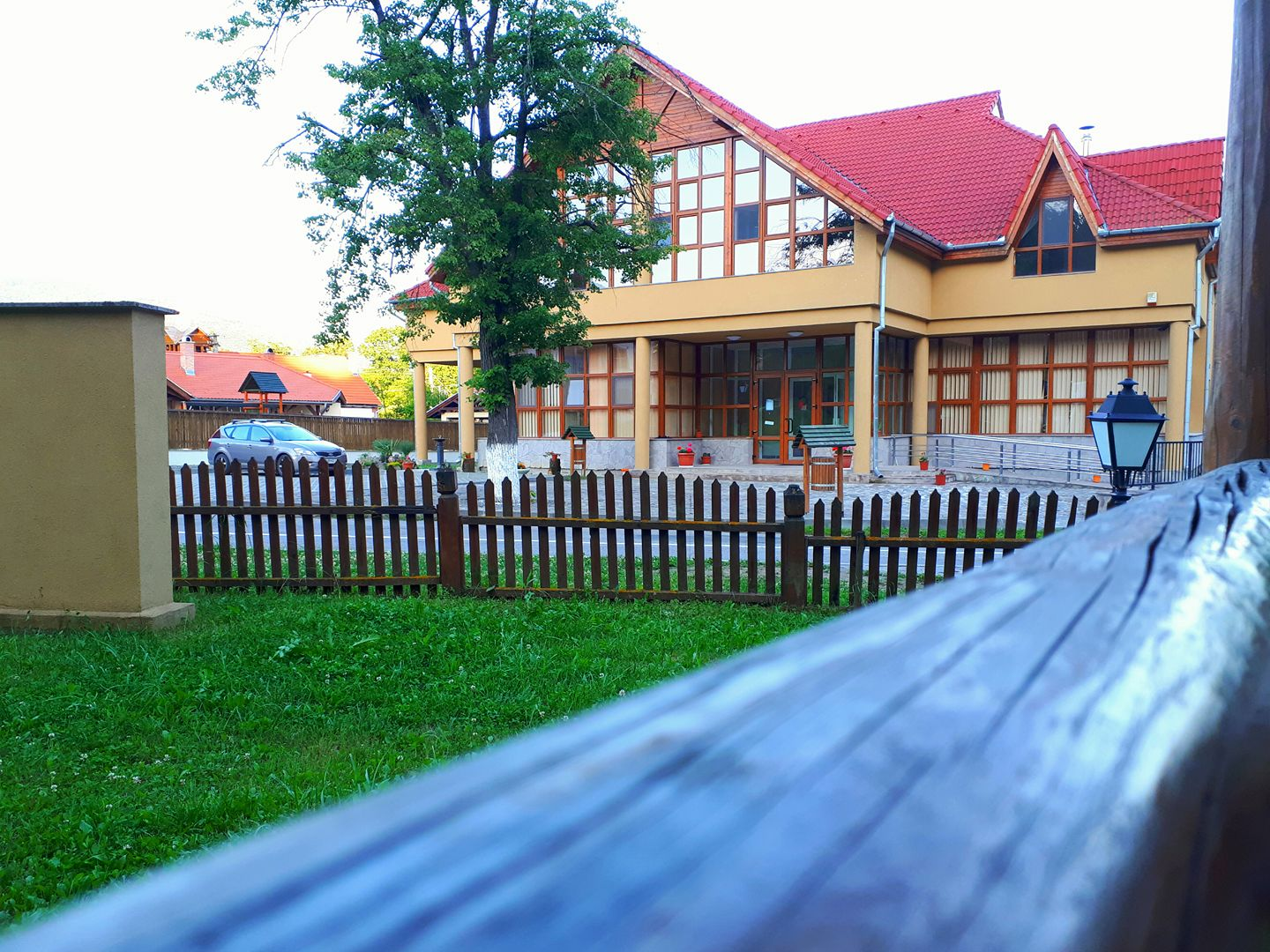
Málnásfürdői kezelöközpont

Területe ősidők óta lakott. Határában a Fövenyes-tetőn neolit telepet tártak fel. Az első fürdő a mai szénsavgyár területén volt, vizét a 18. században pásztorok fedezték fel, akik az állatok bőrbetegségét gyógyították vele. 1750 körül épült első, gerendákkal bélelt fürdőmedencéje a Semseynébugyogó. 1833-ban modernizálták, 1891-ben pedig kádfürdő épült. Szénsavgyára 1895 és 1899 között épült, ásványvizét 1904-óta palackozzák. Leghíresebb forrása a Mária-forrás, melynek szénsavas-vasas-jódos-nátriumos vizét Malnas Maria néven palackozzák.
A falu római katolikus kápolnája 1969-ben épült. A trianoni békeszerződésig Háromszék vármegye Sepsi járásához tartozott.

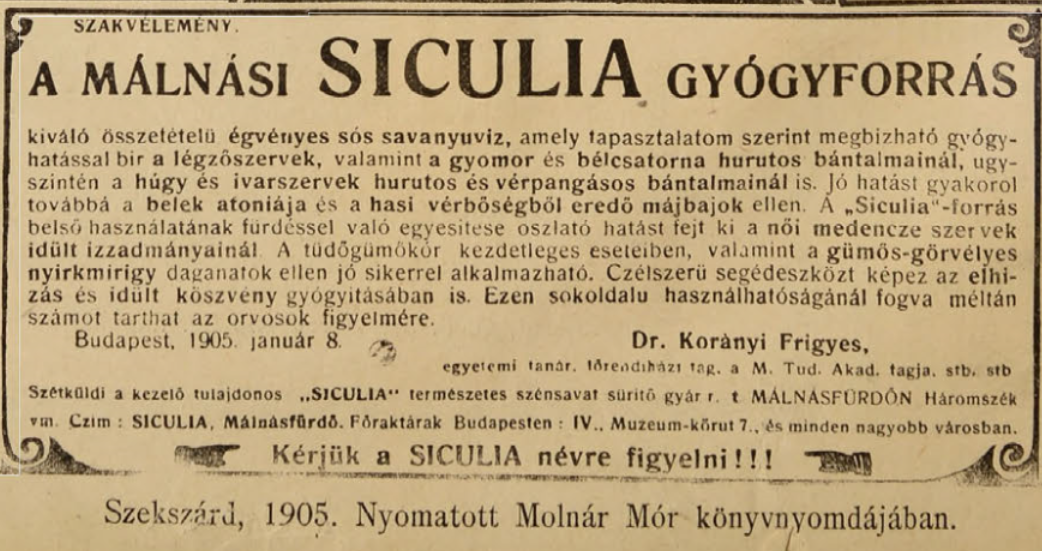
Tolnavármegye hetilap 1905. február 26.

## Ásványvizek
A széndioxidban, vasban, magnéziumban gazdag ásványvizet (helyi elnevezése borvíz) a mozgásszervi megbetegedések, a periférikus érbántalmak, magas vérnyomás és szívkoszorú érelmeszesedés tüneti kezelésére szokták használni.